# Schilbe
Schilbe (Шильб) — рід риб родини Schilbeidae ряду сомоподібні. Має 21 вид. Інша назва «масляний сом».

## Опис
Загальна довжина представників цього роду коливається від 8 до 59 см. Голова невеличка, коротка. Очі порівняно великі. Рот доволі широкий. Передньощелепні зуби — зубчасті. Піднебінні зуби утворюють вузьку, безперервну стрічку. Є 3 пари коротких вусів, з яких 2 пари нижньощелепних знаходяться в зародковому стані. Тулуб масивний, сильно сплощений з боків, вкритий лускою. Бічна лінія суцільна, чітко простежується. Спинний плавець високий, з короткою основою та 1 жорстким променем. Жировий плавець крихітний. Грудні та черевні плавці широкі, маленькі. У грудних плавців є зазубрені шипи, що більші за жорсткий промінь спинного плавця. Анальний плавець помірно широкий, дуже довгий. Хвостовий плавець з розрізом, лопаті широкі.
Забарвлення коливається від бежевого та брудно-кремового до темно-коричневого, інколи з блакитним або зеленуватим відливом. Голова, спина та бічна лінія часто мають темніший за загальний фон колір, контрастний.

## Спосіб життя
Це демерсальні риби. Зустрічаються зазвичай на мілині, в річках і озерах. Денний час проводять, опустившись на дно, в сутінки і вночі спливають на поверхню, щоб поласувати комахами, що впали у воду, а також насінням дерев і фруктами. Також вживають в їжу водних безхребетних і рибу.
Озерні види на нерест мігрують в річки. Піклування про ікру не здійснюється.

## Розповсюдження
Поширені у водоймах Західної та Центральної Африки, на південь від пустелі Сахара (від Сенегалу і Гамбії — на заході до Судану і Кенії — на сході, та Анголи і Замбії — на півдні). Присутні також у басейні Нілу.

## Види
- Schilbe angolensis
- Schilbe banguelensis
- Schilbe bocagii
- Schilbe brevianalis
- Schilbe congensis
- Schilbe djeremi
- Schilbe durinii
- Schilbe grenfelli
- Schilbe intermedius
- Schilbe laticeps
- Schilbe mandibularis
- Schilbe marmoratus
- Schilbe micropogon
- Schilbe moebiusii
- Schilbe multitaeniatus
- Schilbe mystus
- Schilbe nyongensis
- Schilbe tumbanus
- Schilbe uranoscopus
- Schilbe yangambianus
- Schilbe zairensis